# Josh Rock
Joshua Rock, dit Rocky (né le 13 avril 2001 dans le comté d'Antrim en Irlande du Nord) est un joueur de fléchettes professionnel qui joue actuellement dans les tournois de la Professional Darts Corporation (PDC). Au cours de sa première année au niveau international, il a remporté le Championnat du monde junior de la PDC. Il a réalisé son premier nine-dart finish au Grand Slam of Darts (en) contre Michael van Gerwen.
Josh Rock est champion du monde par équipe au mois de Juin 2025 avec l'Irlande du Nord.[réf. souhaitée]

## Carrière
En 2021, il atteint la finale de l'Irish Classic et perd 3 à 5 contre le joueur écossais Shaun McDonald. Sur le chemin de la finale il affronte et bat des joueurs confirmés, notamment le Belge Brian Raman. De plus, il se qualifie alors pour les quarts de finale de l'Irish Open. Lors de ce tournoi, il réalise l'une des moyennes les plus élevées de l'histoire des tournois organisés par la Fédération mondiale de fléchettes, battant l'anglais Nick Fullwell 4-0 au troisième tour avec une moyenne de 111,33.
Après sa participation à la Q-School en 2022, Rock obtient une invitation de deux ans sur le circuit PDC. Il participe au circuit de développement pour la première fois en février 2022 et atteint les finales trois fois lors de ses trois premiers tournois et en remporte deux. Rock réalise son premier nine-dart finish au Grand Slam of Darts (en) 2022 avec une défaite 10-8 contre le joueur néerlandais Michael van Gerwen. Le même mois, Rock remporte le championnat du monde junior de la PDC en battant le joueur écossais Nathan Girvan 6-1 avec une moyenne de 104,13, un record pour une finale mondiale junior.

## Résultats du championnat du monde

### PDC
- 2023 : 4ème tour (défaite contre Jonny Clayton (en) 3–4